# Dassault Falcon 2000
Dassault Falcon 2000 (Дасо Фолкън 2000) е френски двумоторен самолет от бизнес класа за регионални полети. Произвежда се от самолетостроителната компания Дасо Авиасион (Dassault Aviation) и е летателен апарат от разработената серия Falcon бизнес самолети.

## Варианти
Falcon 2000
Оригинална версия, сертифицирана през 1994 г. Самолетът е със специално разработени малки реактивни турбовентилаторни двигатели (на английски: turbofan) тип CFE738, вариант CFE738-1-1B, на самолетостроителната фирма от САЩ CFE (General Electric и AlliedSignal)
Falcon 2000EX
Вариантът на самолета е сертифициран през 2003 г. с два турбовентилаторни реактивни двигателя Pratt & Whitney PW308C – канадско производство.
Falcon 2000EX EASy
Това е търговското наименование на 2000EX с променена авионика, система за херметизацията и кислородната система, сертифициран през 2004 г.
Falcon 2000DX
Проектирането на Falcon 2000DX е завършено през октомври 2005 г., за да замени основния модел Falcon 2000 в производството. Изходен модел е ЕХ. Новото в модификацията DX са по-мощни двигатели и нов дизайн на пилотската кабина, намален обем на резервоара с 900 kg, с което се намалява далечината на полета на 6019 километра. Първият полет се е състоял през юни 2007 г. През октомври същата година е получено одобрението и лицензирането от EASA и FAA (Federal Aviation Administration) на САЩ. Първият самолет от модификацията 2000DX е предаден на клиент през март 2008.
Falcon 2000LX
Falcon 2000LX се произвежда с допълнителни елементи в края на крилото (уинглетс)(на английски: Blended Winglets), които намаляват разхода на гориво и увеличават подемната сила на крилото. Благодарение на това при скорост 0,8 Мах е увеличена далечината на полета от 7040 до 7400 километра. С одобряването за полети на модел 2000LX от EASA и FAA през април 2009 г. се прекратява производството на Falcon 2000EX.
Falcon 2000 MRA
Dassault Falcon 2000 MRA е модификация на самолета, предназначена за морски патраул и за наблюдение. С новото си оборудване от модерни радарни системи, 2000 MRA се предлага да замени по-старите Dassault Falcon 50 Surmar и Falcon 200 Gardian.

## Технически характеристики
| Параметър                | Falcon 2000                                                         | Falcon 2000EX (EASy)                                              | Falcon 2000DX                                                     | Falcon 2000LX                                                     |
| ------------------------ | ------------------------------------------------------------------- | ----------------------------------------------------------------- | ----------------------------------------------------------------- | ----------------------------------------------------------------- |
| Екипаж:                  | 2                                                                   | 2                                                                 | 2                                                                 | 2                                                                 |
| Пътници:                 | от 8 до 19                                                          | от 8 до 19                                                        | от 8 до 19                                                        | от 8 до 19                                                        |
| Дължина:                 | 20,23 m                                                             | 20,23 m                                                           | 20,23 m                                                           | 20,23 m                                                           |
| Височина:                | 7,06 m                                                              | 7,06 m                                                            | 7,06 m                                                            | 7,06 m                                                            |
| Размах:                  | 19,33 m                                                             | 19,33 m                                                           | 19,33 m                                                           | 21,38 m                                                           |
| Площ на крилото:         | 49,02 m2                                                            | 49,02 m2                                                          | 49,02 m2                                                          | 49,02 m2                                                          |
| Стреловидност:           | 29°                                                                 | 29°                                                               | 29°                                                               | 29°                                                               |
| Диаметър:                | 2,5 m                                                               | 2,5 m                                                             | 2,5 m                                                             | 2,5 m                                                             |
| Дължина на салона:       | 7,98 m                                                              | 7,98 m                                                            | 7,98 m                                                            | 7,98 m                                                            |
| Щирина на салона:        | 2,35 m                                                              | 2,35 m                                                            | 2,35 m                                                            | 2,35 m                                                            |
| Височина на кабината:    | 1,88 m                                                              | 1,88 m                                                            | 1,88 m                                                            | 1,88 m                                                            |
| Далечина на полета:      | до 5790 километра                                                   | до 7040 километра                                                 | до 6019 километра                                                 | до 7400 километра                                                 |
| Максимална скорост:      | Mach 0,85                                                           | Mach 0,85                                                         | Mach 0,85                                                         | Mach 0,85                                                         |
| Скороподемност:          | 17,4 метра в секунда                                                | 17,4 метра в секунда                                              | 17,4 метра в секунда                                              | 17,4 метра в секунда                                              |
| Таван:                   | 14 300 метра                                                        | 14 300 метра                                                      | 14 300 метра                                                      | 14 300 метра                                                      |
| Максимална полетна маса: | 16 239 килограма                                                    | 18 734 килограма                                                  | 18 597 килограма                                                  | 19 142 килограма                                                  |
| Маса празен зареден:     | 9435 килограма                                                      | 10 519 килограма                                                  | 10 519 килограма                                                  | 10 519 килограма                                                  |
| Двигатели:               | турбовентилаторни 2 х General Electric Aviation – модел CFE738-1-1B | турбовентилаторни 2 х Pratt & Whitney Canada PW300 – модел PW308C | турбовентилаторни 2 х Pratt & Whitney Canada PW300 – модел PW308C | турбовентилаторни 2 х Pratt & Whitney Canada PW300 – модел PW308C |
| Тяга:                    | 25,46 kN                                                            | 31,13 kN                                                          | 31,13 kN                                                          | 31,13 kN                                                          |